# 泗交镇
泗交镇，是中华人民共和国山西省运城市夏县下辖的一个乡镇级行政单位。

## 行政区划
泗交镇下辖以下地区：
泗交村、窑头村、西沟村、唐回村、王家河村、于家岭村、太宽河村、任家窑村、下秦涧村、砖庙村、曹家庄村、架桑村、温峪村、大寺坪村、圪马沟村、东交口村和马家庙村。